# 海防办事处
海防办事处，是中华人民共和国山東省滨州市沾化区下辖的一个乡镇级行政单位。

## 行政区划
海防办事处下辖以下地区：
海防渔业社虚拟生活区。

## 地理
海防办事处不与沾化区的本土相连，属于飞地。西、南与东营市河口区的新户镇、太平乡、义和镇、河口街道，东与利津县的飞地刁口乡为邻，北邻渤海。总面积504.21平方公里（另一说364平方公里）。

## 历史
始建于1965年，称为“郭局渔业人民公社”，驻郭局。1968年迁驻弯弯沟（上游沾利河），更名“海防渔业人民公社”。1975年向南迁出3千米，于沾利河东岸定居，原名未变，驻地路面高程2.8米，距渤海5km。1983年9月附近相邻的原属沾化的新户、太平、义和、四扣等几个人民公社划归东营市河口区；海防作为沾化的出海口与渔港，保留下来未划出，但海防渔业人民公社原辖居民划给了河口区。1984年海防渔业人民公社改建为海防办事处，为县人民政府派出机构。海防渔港位于沾利河东岸，距入海口7.5千米，是国务院首批公布的全国491处重点渔港之一。1997年的渤海大潮，导致港口严重堵塞，大型渔船进出困难，也成为海防由盛转衰的转折点。同时，沾化造纸原料场的芦苇失去销路，经营陷入困境。由于弯弯沟的河门多年淤积，渔船进出困难，每年仅有部分小型渔船暂时到港内停靠。 1999年，办事处工委也曾组织河门清淤，但是由于财力等种种历史条件限制，收效甚微。2003年，又一次海潮来袭，渔业经济“宣布不治”。2004年9月，沾化县对海防办事处体制进行理顺，原有的十个渔业社及渔民整建制移交户口所在地冯家镇管理；海防办事处管理位于东营市河口区境内的造纸原料场、啤酒厂、苗圃等单位。海防办事处在2005年投资100余万元重新修建了驻地的防潮坝。

## 人口与所属单位
根据2000年第五次全国人口普查，海防办事处虚拟乡常住人口777人。根据2010年第六次全国人口普查，常住人口294人。
设海防办事处与党工委、卫生院。
海防无行政村，常驻人口很少。机关驻地东西1公里，南北6.4公里，可控面积不足10000亩，2018年有原盐生产企业1家，职工20人，冬季放假停产，无其他工业企业；下属机关只有边防派出所，有干警6人，其他处直部门已于2000年以前撤离；原10个渔业社于2004年撤销，渔民都遣返原籍，驻地2018年有住户5户，居民10人。
设滨州市沾化区公安分局海防边防派出所，水、电、网都是取自东营河口，就连手机信号也是东营的。
沾化造纸原料场（俗称“海防苇场”），创建于1965年，原名渤海农场，1970年更名为沾化渤海苇场，1973年9月命名为沾化县造纸原料场。2004年，沾化造纸原料场整建制交由海防办事处管辖。2013年共有职工243人，其中，在职职工198人，退休人员45人。有8万亩芦苇湿地。造纸原料场辖区内有盐化企业2家，溴素厂1家，海水养殖场1家，淡水养殖场1家，个体工商业户19个，合计常住人口141人。
苗圃现有在职职工8人，土地面积629亩。
啤酒厂系原沾化县化肥厂，全厂共占地面积693.87亩，位于河口区政府驻地。啤酒厂职工143人，退休14人，其余均已下岗。　
邮编256814。